# 格林維爾 (喬治亞州)
格林維爾（英語：Greenville）是一個位於美國喬治亞州梅里威瑟縣的城市。根據2010年美國人口普查，該地人口為876人，而該地的面積約為4.70平方千米。同時該地也是梅里威瑟縣的縣治。

## 地理
格林維爾的座標為33°01′40″N 84°42′59″W / 33.02778°N 84.71639°W，而該地的平均海拔高度為265米（即869英尺）。